# 地中海運動會運動場
地中海運動會運動場（西班牙語：Estadio de los Juegos Mediterráneos）是一座位於西班牙阿爾梅里亞省首府阿尔梅里亚的綜合運動場。目前是的主場，容納15,274人。
運動場於2004年7月31日落成，最初是為2005年地中海運動會而建造的，耗資約2100萬歐元，由 Ayuntamiento de Almería 支付。運動場隨後成為的主場，取代胡安·羅哈斯市政球場（Estadio Municipal Juan Rojas），後者改由預備隊使用。

## 外部鏈接
- Patronato Municipal de Deportes de Almería profile （页面存档备份，存于） （西班牙語）
- Estadios de España profile （页面存档备份，存于）